# 默克西內尼鄉

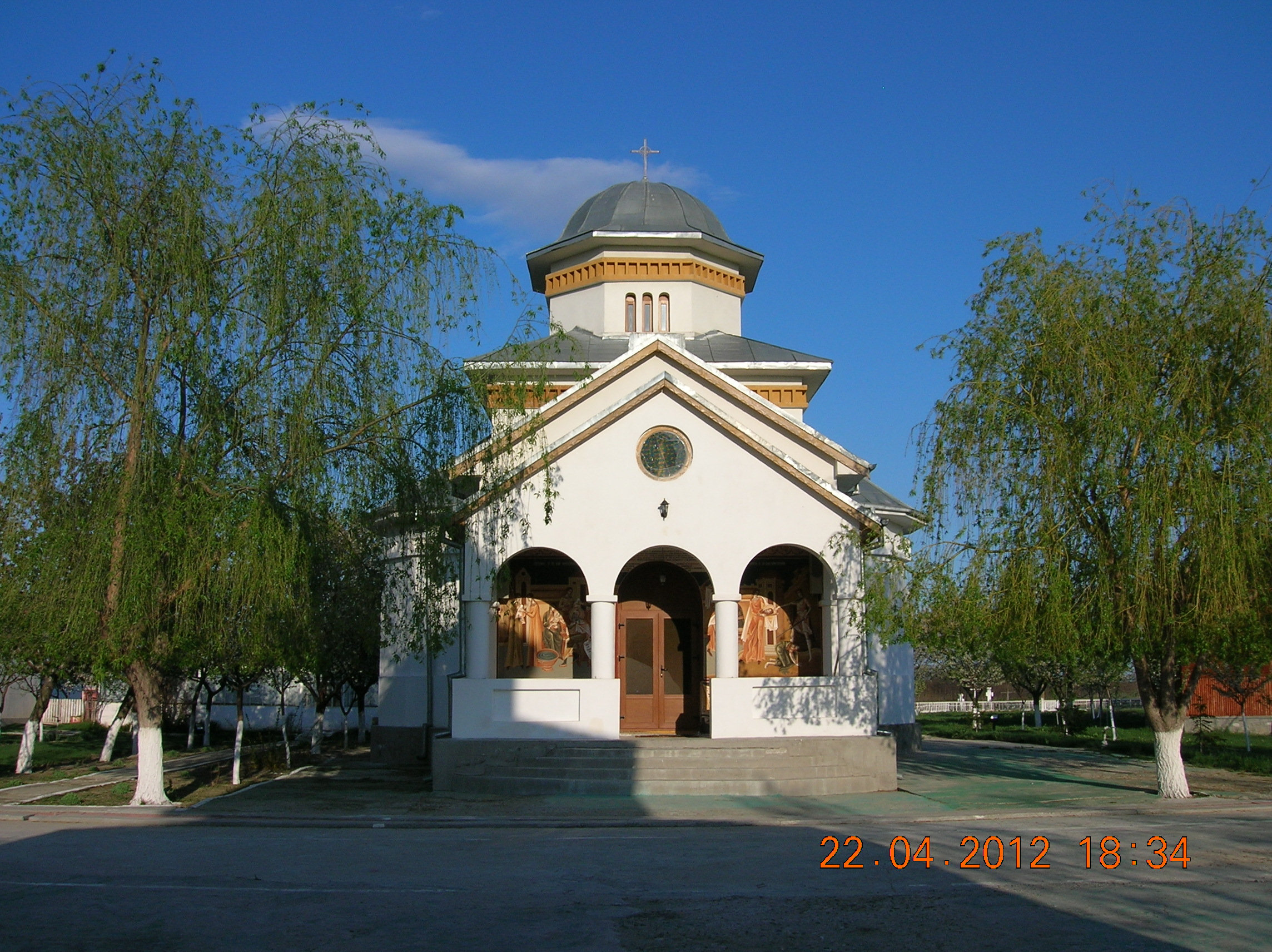

45°24′N 27°38′E / 45.400°N 27.633°E
默克西內尼鄉（羅馬尼亞語：Comuna Măxineni, Brăila），是羅馬尼亞的鄉份，位於該國東南部，由布勒伊拉縣負責管轄，面積134平方公里，海拔高度9米，2007年人口3,539，人口密度每平方公里26人。